# 赵伟康
赵伟康（1931年—），男，江苏无锡人，中国中西医结合生化学家，曾任上海中医学院副院长、教授、博士生导师。